# John Hawkes (tenisista)
John Bailey Hawkes (ur. 7 czerwca 1899 w Geelong; zm. 31 marca 1990 tamże) – australijski tenisista, reprezentant kraju w Pucharze Davisa.

## Kariera tenisowa
W trakcie swojej kariery Hawkes wygrał Australasian Championships 1926 w konkurencji singla, debla i miksta. Podczas Australian Championships 1927 został finalistą gry pojedynczej, mistrzem gry podwójnej i gry mieszanej. W 1922 wygrał turniej deblowy, w 1928 osiągnął finał miksta i w 1930 finał debla.
Australijczyk został także finalistą gry podwójnej na Wimbledonie 1928. Podczas U.S. National Championships 1925 zwyciężył w zawodach gry mieszanej i przegrał finał gry podwójnej. Te same wyniki powtórzył w U.S. National Championships 1928. W 1923 został ponadto finalistą konkurencji gry mieszanej.
W latach 1921, 1923, 1925 reprezentował Australazję (1921), a potem Australię w Pucharze Davisa, notując bilans jedenastu zwycięstw i dziewięciu porażek.

### Finały w turniejach wielkoszlemowych

#### Gra pojedyncza (1–1)
| Końcowy wynik | Nr | Data | Turniej                              | Nawierzchnia | Przeciwnik       | Wynik finału              |
| ------------- | -- | ---- | ------------------------------------ | ------------ | ---------------- | ------------------------- |
| Zwycięzca     | 1. | 1926 | Australasian Championships, Adelaide | Trawiasta    | James Willard    | 6:1, 6:3, 6:1             |
| Finalista     | 1. | 1927 | Australian Championships, Melbourne  | Trawiasta    | Gerald Patterson | 6:3, 4:6, 6:3, 16:18, 3:6 |

#### Gra podwójna (3–4)
| Końcowy wynik | Nr | Data | Turniej                                | Nawierzchnia | Partner          | Przeciwnicy                           | Wynik finału        |
| ------------- | -- | ---- | -------------------------------------- | ------------ | ---------------- | ------------------------------------- | ------------------- |
| Zwycięzca     | 1. | 1922 | Australasian Championships, Sydney     | Trawiasta    | Gerald Patterson | James Outram Anderson Norman Peach    | 8:10, 6:0, 6:0, 7:5 |
| Finalista     | 1. | 1925 | U.S. National Championships, Nowy Jork | Trawiasta    | Gerald Patterson | Richard N. Williams Vincent Richards  | 2:6, 10:8 4:6, 9:11 |
| Zwycięzca     | 2. | 1926 | Australasian Championships, Adelaide   | Trawiasta    | Gerald Patterson | James Outram Anderson Pat O’Hara Wood | 6:1, 6:4, 6:2       |
| Zwycięzca     | 3. | 1927 | Australian Championships, Melbourne    | Trawiasta    | Gerald Patterson | Ian McInness Pat O’Hara Wood          | 8:6, 6:2, 6:1       |
| Finalista     | 2. | 1928 | Wimbledon, Londyn                      | Trawiasta    | Gerald Patterson | Jacques Brugnon Henri Cochet          | 11:13, 4:6, 4:6     |
| Finalista     | 3. | 1928 | U.S. National Championships, Nowy Jork | Trawiasta    | Gerald Patterson | George Lott John Hennessey            | 2:6, 1:6, 2:6       |
| Finalista     | 4. | 1930 | Australian Championships, Melbourne    | Trawiasta    | Tim Fitchett     | Jack Crawford Harry Hopman            | 6:8, 1:6, 6:2, 3:6  |

#### Gra mieszana (5–2)
| Końcowy wynik | Nr | Data | Turniej                                 | Nawierzchnia | Partnerka               | Przeciwnicy                         | Wynik finału   |
| ------------- | -- | ---- | --------------------------------------- | ------------ | ----------------------- | ----------------------------------- | -------------- |
| Zwycięzca     | 1. | 1922 | Australasian Championships, Sydney      | Trawiasta    | Esna Boyd               | Lorna Utz H. S. Utz                 | 6:1, 6:1       |
| Finalista     | 1. | 1923 | U.S. National Championships, Filadelfia | Trawiasta    | Kathleen McKane Godfree | Molla Mallory William Tilden        | 3:6, 6:2, 8:10 |
| Zwycięzca     | 2. | 1925 | U.S. National Championships, Nowy Jork  | Trawiasta    | Kathleen McKane Godfree | Ermyntrude Harvey Vincent Richards  | 6:2, 6:4       |
| Zwycięzca     | 3. | 1926 | Australasian Championships, Adelaide    | Trawiasta    | Esna Boyd               | Daphne Akhurst Cozens James Willard | 6:1, 6:4       |
| Zwycięzca     | 4. | 1927 | Australian Championships, Melbourne     | Trawiasta    | Esna Boyd               | Youtha Anthony James Willard        | 6:1, 6:3       |
| Finalista     | 2. | 1928 | Australian Championships, Sydney        | Trawiasta    | Esna Boyd               | Daphne Akhurst Cozens Jean Borotra  | walkower       |
| Zwycięzca     | 5. | 1928 | U.S. National Championships, Nowy Jork  | Trawiasta    | Helen Wills Moody       | Edith Cross Edgar Moon              | 6:1, 6:3       |